# Квадратура (искусство)
Квадратура (лат. ad quadratum, от ср.-лат. quadratura — придание квадратной формы) — в поздней античности, эллинистическом и римском искусстве, — приём декоративной росписи стен, создающий иллюзию продолжения архитектуры в воображаемом пространстве. Классические приёмы квадратуры имеются в так называемых архитектурном и перспективном стилях росписи домов древних Помпей (начало I в. н. э.). Название происходит от характерных изображений вертикалей и горизонталей архитектурных конструкций, прямоугольных и квадратных проёмов наподобие окон или воображаемых порталов, сквозь которые видны архитектурные и природные ландшафты.
В искусстве итальянского Возрождения, маньеризма и барокко приёмы квадратуры (итал. quadri riportati — картины в обрамлении) живописцы-декораторы использовали для создания впечатления продолжения пространства интерьера в экстерьере, например «обманные» росписи салона первого этажа виллы Фарнезина в Риме, созданные Бальдассаре Перуцци с изображением панорамы города, якобы находящегося в проёмах изображённых на стене колонн (1508—1511). Позднее этот жанр получит название «обман зрения», или «тромплёй» (фр. trompe-l'œil). Выдающимися мастерами квадратуры в монументально-декоративном искусстве были Джованни Баттиста Тьеполо, Джироламо Менгоцци-Колонна, Паоло Веронезе (в росписях Виллы Барбаро в Мазере), Антонио Феличе Феррари, Витторио Бигари, Стефано Орланди, Джузеппе Тонелли, Пьетро Андерлини.

В ином значении термин «квадратура» используют в истории архитектуры и в теории архитектурной композиции для обозначения одного из способов пропорционирования зданий (нахождения оптимальных отношений целого и частей). Это самый простой способ расчёта размеров, восходящий к античным «квадратным фигурам» и «египетской системе диагоналей». Всю постройку вписывали в квадрат (в плане и высотных отношениях), а производные величины определяли диагональю квадрата, построенного на ширине главного фасада здания. Такой способ получил наибольшее распространение в архитектуре романского периода. Другой способ — триангуляция — в архитектуре готического стиля.